# 赖南
赖南（法語：Raynans，法語發音：[ʁɛnɑ̃]）是法国杜省的一个市镇，属于蒙贝利亚尔区。

## 地理
赖南（47°31'59"N, 6°43'8"E）面积4.03 平方千米，位于法国勃艮第-弗朗什-孔泰大區杜省，该省份为法国东部内陆省份，北起上索恩省，西接汝拉省，东部及东南部与瑞士接壤，东北部与贝尔福地区省接壤。
与赖南接壤的市镇（或旧市镇、城区）包括：莱尔、艾布尔、埃舍南、伊桑、蒙贝利亚尔、圣于连-莱蒙贝利亚尔、瑟蒙当。

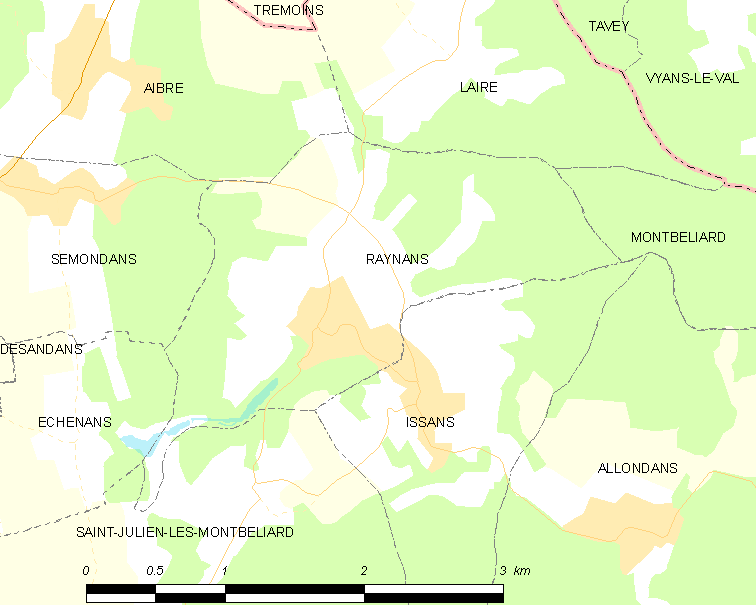
赖南的OSM定位图

赖南的时区为UTC+01:00、UTC+02:00（夏令时）。

## 行政
赖南的邮政编码为25550，INSEE市镇编码为25481。

## 政治
赖南所属的省级选区为巴旺县。

## 人口

1962-2008年间赖南人口变化图示

赖南于2022年1月1日时的人口数量为337人。